# Laurence Rees
Laurence Rees (nacido en 1957) es un historiador británico realizador de documentales y autor de sendos libros sobre las atrocidades cometidas por los Estados totalitarios en el marco de la Segunda Guerra Mundial. Ha sido productor y director creativo de la BBC en programas sobre historia y series documentales. Sus obras son popularmente utilizadas como material didáctico en las escuelas británicas.
Sus obras han recibido varios premios, entre ellos un BAFTA, dos International Documentary, un British Book y dos Emmy.

## Biografía
Laurence Rees recibió su educación en la Solihull School y en la Universidad de Oxford. Se unió a la BBC en 1978 como investigador en prácticas, trabajando posteriormente en producciones televisivas basadas en hechos reales como investigador y ayudante de producción entre 1978 y 1983. Rees siempre había querido hacer documentales de historia e hizo su primera película como director y productor en la edad de 25 años en 1983: un retrato de película de Noël Cobarde para BBC1.
Empezó a especializarse en filmes históricos relacionados con los nazis y la Segunda Guerra Mundial con su polémico programa "A British Betrayal" en 1991, seguido por "Goebbels - Master of Propaganda" en 1992.
En 1992 Rees fue nombrado editor de Timewatch —serie documental histórica de la BBC— y  durante los próximos diez años encargó y supervisó editorialmente más de cien filmes históricos distintos. En 1994 fue también el editor fundador de la serie de televisión biográfica "Reputations" en la BBC. Posteriormente sería nombrado jefe y director creativo de BBC History.
Inusualmente para un ejecutivo sénior en la BBC, Rees escribió y produjo sus propios programas junto a sus productores ejecutivos. Las series que él escribió y produjo (y también dirigió la mayoría) durante este tiempo incluyen las series de televisión de la BBC: "Nazis: a Warning from History" (1997), "War of the Century" (1999), "Horror in the East" (2001), "Auschwitz, the Nazis and the 'Final Solution'" (2005) y "World War Two: Behind Closed Doors" (2008). Rees también escribió libros de historia que acompañaban cada una de esas producciones. Su libro sobre Auschwitz es el más vendido en el mundo sobre este campo de concentración.
Su historia del Holocausto "The Holocaust: A New History" fue publicada por Viking/Penguin en enero de 2017. La traducción al español fue publicada por Editorial Crítica en noviembre de 2017 bajo el título de El Holocausto. Las voces de las víctimas y de los verdugos.

## Filmografía
- 2015 Touched by Auschwitz. Documental de 90 minutos para BBC 2 (escritor/productor/director)
- 2012 The Dark Charisma of Adolf Hitler. 3 episodios para BBC2 (escritor/productor/director)
- 2008 Segunda Guerra Mundial Detrás Cerró Puertas: Stalin, el Nazis y el Del oeste 6 serie de parte para BBC2: productor/de escritor/director documental
- El sitio de 2005 Hitler en Historia – productor ejecutivo
- 2005 Auschwitz: El Nazis y 'La Solución Final' – 6 serie de parte para BBC2: productor/de escritor
- 2003 Colosseum: el #arena de Roma de Muerte – coproductor ejecutivo
- 2002 La Pirámide Grande – productor ejecutivo
- 2002 Navidad Debajo Fuego – productor ejecutivo
- 2002 El Barco (serie de televisión) – productor ejecutivo
- 2001 Horror en el Del este – 2 serie de parte para BBC2: director/de productor/del escritor
- 2000 Conquistadors (serie de televisión) – productor ejecutivo
- 1999 Guerra del Siglo – 4 serie de parte para BBC2: director/de productor/del escritor
- 1998 En el Footsteps de Alejandro Magno – productor ejecutivo
- 1997 Cuentos de la Tumba: Perdió Hijos de los Faraones @– productor ejecutivo
- 1997 El Nazis: Un Aviso de Historia – 6 serie de parte para BBC2: director/de productor/del escritor
- 1995 Cruzadas (serie de televisión de la BBC) – productor ejecutivo
- 1994-1995 Reputaciones. Editor de fundador y Productor Ejecutivo
- 1993-2002, Timewatch Encargando Editor y Productor Ejecutivo.
- 1992 Tenemos Maneras de Hacer Piensas – (incluyendo Goebbels:Maestro de Propaganda) director/de productor/del escritor
- 1991 Traición británica, para BBC2: director/de productor/del escritor
- 1987 Crisis – documental de obra para BBC1, director/de productor/del escritor
- 1983 Noël Coward: Una Vida Privada, para BBC1: director/de productor